# Penisola sorrentina

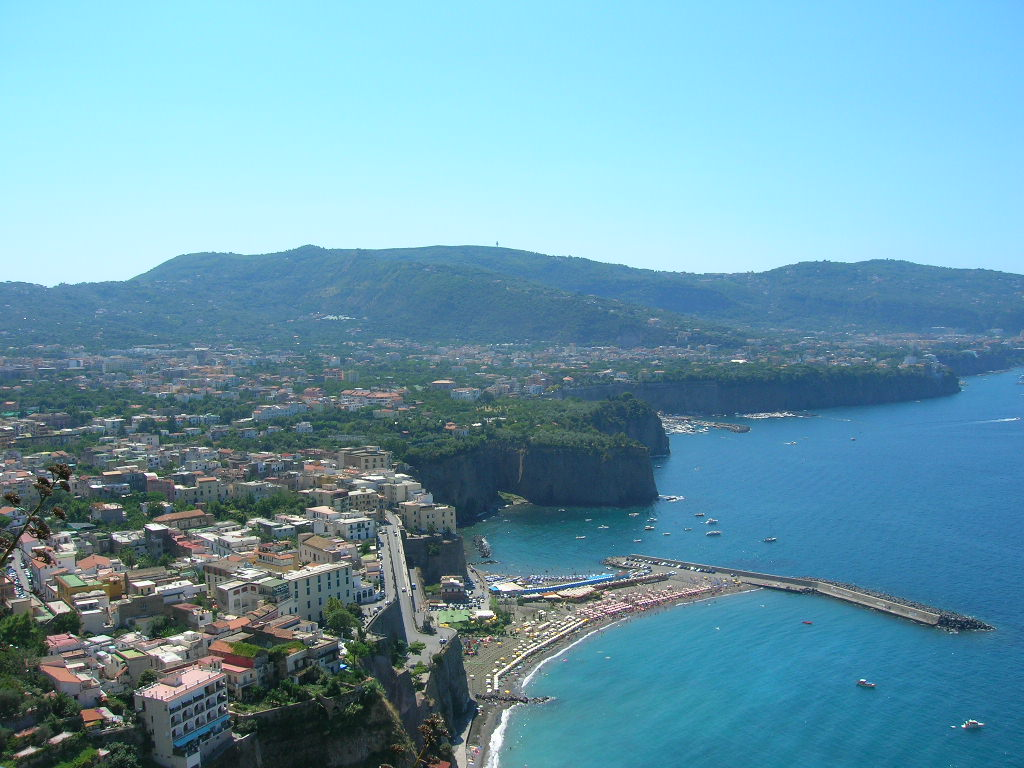
La penisola sorrentina a Meta (NA)

La penisola sorrentina è una penisola italiana protesa nel mar Tirreno nonché una delle principali mete turistiche della Campania. Sul lato che affaccia nel golfo di Napoli costituisce la costiera sorrentina, mentre nel lato che dà sul golfo di Salerno forma la costiera amalfitana, patrimonio dell'umanità riconosciuto dall'UNESCO nel 1997.

## Geografia

### Geografia fisica
È situata tra il golfo di Napoli e il golfo di Salerno. La costiera sorrentina rientra nella città metropolitana di Napoli, mentre la costiera amalfitana appartiene alla provincia di Salerno. È ricca di zone famose per le loro bellezze storiche e naturali. Tutte le località della penisola hanno un'antica e consolidata vocazione turistica e sono conosciute in tutto il mondo.
Il territorio è completamente attraversato dalla catena montuosa dei Monti Lattari, che degradando verso il mare terminano con la località di Punta Campanella. Di fronte a Punta Campanella, a poche miglia marine, c'è l'isola di Capri che un tempo era attaccata alla penisola sorrentina e attualmente ne rappresenta un ideale proseguimento.

### I comuni della penisola sorrentina

Mappa della penisola sorrentina

La penisola si estende su una superficie di 222,71 km², sulla quale si estendono 22 comuni campani, di cui 9 sono ricompresi nella Città Metropolitana di Napoli e 13 in Provincia di Salerno.
| Area                          | Comune                  | Popolazione (ab.) | Superficie (km²) | Totale (km²) |
| ----------------------------- | ----------------------- | ----------------- | ---------------- | ------------ |
| Città metropolitana di Napoli | Agerola                 | 7.399             | 19,83            | 123,1        |
| Città metropolitana di Napoli | Castellammare di Stabia | 64.533            | 17,81            | 123,1        |
| Città metropolitana di Napoli | Massa Lubrense          | 13.914            | 19,84            | 123,1        |
| Città metropolitana di Napoli | Meta                    | 8.010             | 2,25             | 123,1        |
| Città metropolitana di Napoli | Piano di Sorrento       | 13.057            | 7,34             | 123,1        |
| Città metropolitana di Napoli | Pimonte                 | 6.052             | 12,54            | 123,1        |
| Città metropolitana di Napoli | Sant'Agnello            | 9.010             | 4,15             | 123,1        |
| Città metropolitana di Napoli | Sorrento                | 16.616            | 9,96             | 123,1        |
| Città metropolitana di Napoli | Vico Equense            | 21.006            | 29,38            | 123,1        |
| Provincia di Salerno          | Amalfi                  | 5.345             | 5,7              | 99,61        |
| Provincia di Salerno          | Atrani                  | 914               | 0,12             | 99,61        |
| Provincia di Salerno          | Cetara                  | 2.345             | 4,97             | 99,61        |
| Provincia di Salerno          | Conca dei Marini        | 734               | 1,13             | 99,61        |
| Provincia di Salerno          | Furore                  | 859               | 1,88             | 99,61        |
| Provincia di Salerno          | Maiori                  | 5.649             | 16,67            | 99,61        |
| Provincia di Salerno          | Minori                  | 2.864             | 2,66             | 99,61        |
| Provincia di Salerno          | Positano                | 3.981             | 8,65             | 99,61        |
| Provincia di Salerno          | Praiano                 | 2.069             | 2,67             | 99,61        |
| Provincia di Salerno          | Ravello                 | 2.477             | 7,94             | 99,61        |
| Provincia di Salerno          | Scala                   | 1.551             | 13,86            | 99,61        |
| Provincia di Salerno          | Tramonti                | 4.120             | 24,83            | 99,61        |
| Provincia di Salerno          | Vietri sul Mare         | 8.328             | 9,52             | 99,61        |

## Gastronomia
Oltre alle bellezze paesaggistiche e naturalistiche, la penisola sorrentina presenta anche diverse specialità gastronomiche, come la mozzarella di Agerola, il provolone del Monaco, la pizza a metro, la pasta di Gragnano, oltre a varie specialità di mare e al limone di Sorrento o al limone di Amalfi come i primi piatti a base di limone, il famoso limoncello, il babà al limoncello e la delizia al limone.
Con 20 ristoranti segnalati sulla Guida Michelin con una stella o più (nel 2022), si segnala come una delle mete più importanti per i cultori dell'alta cucina internazionale. 

## Infrastrutture e trasporti
I comuni della penisola sorrentina sul versante napoletano sono attraversati dalla strada statale 145 Sorrentina, mentre sul versante salernitano i comuni sono collegati dalla strada statale 163 Amalfitana. Le due statali sono le uniche due arterie stradali che consentono i collegamenti fra i comuni della zona e tra i due versanti della penisola.
L'area è inoltre servita dalla ferrovia Torre Annunziata-Sorrento, facente parte della rete circumvesuviana gestita dall'Ente Autonomo Volturno. Precedentemente alla costruzione di tale ferrovia, fra il 1906 e il 1946 era presente la tranvia Castellammare di Stabia-Sorrento. Dal 2001 al 2012 ha operato il consorzio Metrò del Mare.